# 湘陰文廟
湘陰文廟（しょういんぶんびょう）は、中華人民共和国湖南省岳陽市湘陰県文星街道に位置する孔子廟。敷地面積は14000平方メートル。大成殿は清の乾隆年間の建築物。

## 歴史
湘陰文廟は孔子を祀るために北宋の慶暦4年（1044年）に創建された。文廟の大成殿は清の乾隆9年（1744年）に再建された。
1983年、湖南省人民政府は湘陰文廟を湖南省重点文物保護単位に認定した。2013年3月5日、中華人民共和国国務院により湘陰文廟は第7批全国重点文物保護単位に認定された。

## 建築物
欞星門、金声坊、玉振坊、泮池、状元橋、太和元気坊、聖時門、大成門、郷賢、名宦祠、東廂房、西廂房、大成殿

## ギャラリー
- 大成門
- 欞星門、玉振坊